# Ry de Vaux

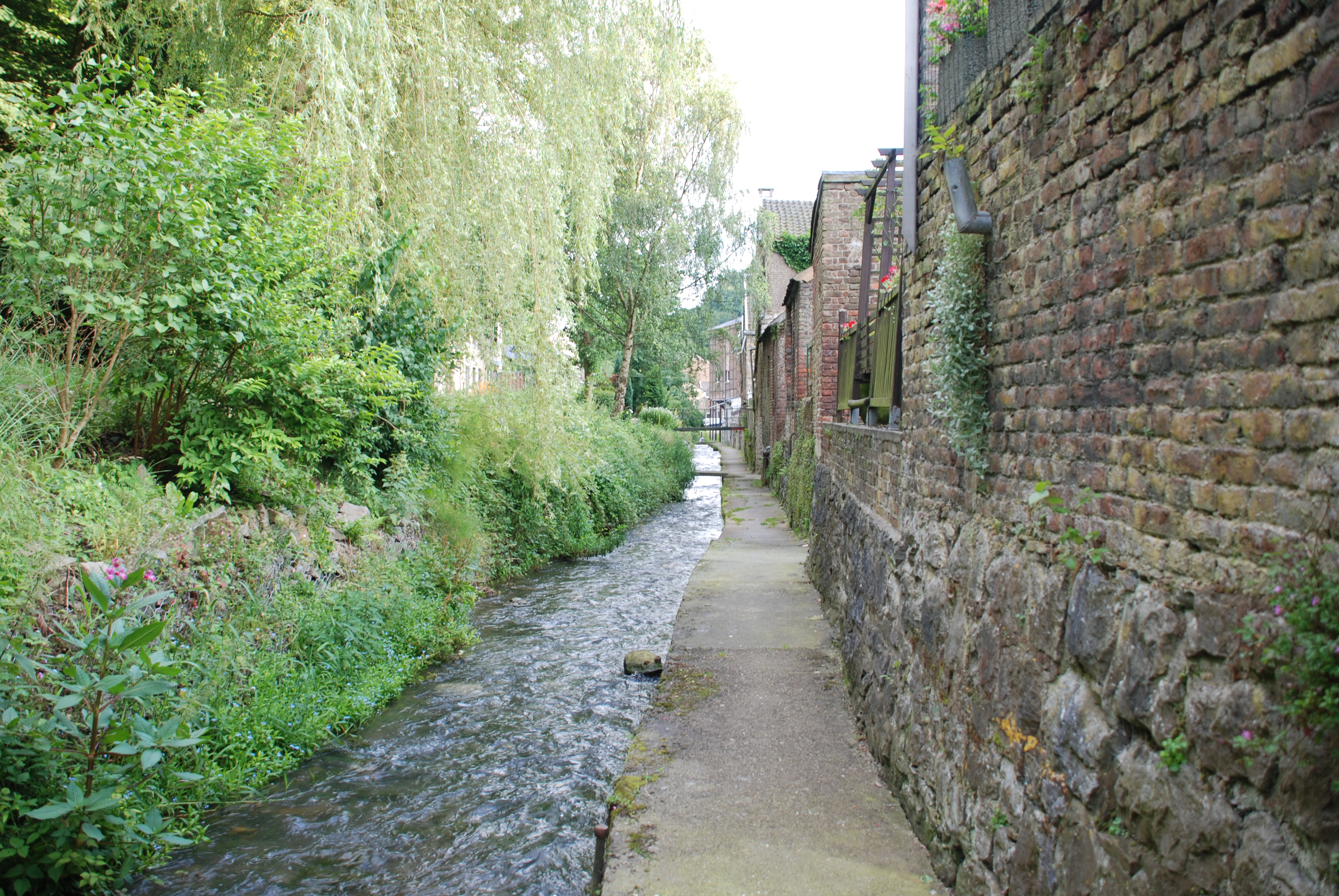
Ry de Vaux nabij Nessonvaux

De Ry de Vaux (Ruisseau de Vaux) is een zijriviertje van de Vesder.
Dit riviertje is 4 km lang en heeft een stroomgebied van 14 km². Het ontspringt nabij Olne op een plaats die La Falaise wordt genoemd, en het mondt uit bij Nessonvaux in de Vesder.
Langs het riviertje ligt de plaats Vaux-sous-Olne, waar metallurgische industrie was te vinden en ook de watermolen Moulin du Ry de Vaux op het riviertje stond. Een andere watermolen op de beek is de Moulin Lochet.
Stroomafwaarts van Vaux-sous-Olne stroomt de Bola of Ruiseau de Hazienne uit in de Ry de Vaux.